# امپوریا (کانزاس)
امپوریا (به انگلیسی: Emporia) شهری در ایالت کانزاس کشور ایالات متحده آمریکا است که جمعیت آن در سرشماری سال ۲۰۱۰ میلادی، ۲۴٬۹۱۶ نفر بوده‌است.